# Estrela Ruiz Leminski
Estrela Ruiz Leminski (Curitiba, 1981) é escritora e compositora brasileira, filha dos poetas Paulo Leminski e Alice Ruiz.
De origem parental multiétnica e plural, é formada em Música pela Faculdade de Artes do Paraná e especialista em Música Popular Brasileira e mestra em Música e em Musicologia em Valladolid (Espanha).
Em 2014, lançou o projeto Leminskanções, que resgata o lado compositor do seu pai que, segundo ela, é mais lembrado pela poesia.

## Parceria com Téo Ruiz
Estrela forma com o marido Téo Ruiz a parceria Estrela Leminski e Téo Ruiz. Com ele, lançou três discos.
Em 2017, lançaram o disco Tudo Que Não Quero Falar Sobre Amor, produzido por nomes como Guilherme Kastrup, Dante Ozzetti, Rodrigo Lemos, Marcelo Fruet, Fred Teixeira, John Ulhoa e Pupillo. O projeto envolveu, no total, mais de 100 pessoas e contém 12 faixas. Todas receberam clipes e foram sendo lançadas ao pouco a partir de abril daquele ano. O clipe da faixa "Novela das Seis" foi estrelado pela irmã de Téo, Guta Ruiz. O de "Gostável" foi estreado no site da Billboard Brasil.
Em 2020, lançaram um frevo-protesto para o carnaval de nome "Você Não Segurou o Samba".

## Discografia
- Leminskanções (2014; organização e idealização)[1]

### Com Estrela Leminski e Téo Ruiz
- Músicas de Ruiz (2011)[12]
- São Sons (2012)[12]
- Tudo Que Não Quero Falar Sobre Amor (2017)

Participações em coletâneas
- Reversos (do blog Nego Dito)
- Re-trato (com cover de "A Outra" do Los Hermanos; iniciativa do site Musicoteca)